# Municipio Caranavi
Das Municipio Caranavi liegt im Departamento La Paz im südamerikanischen Anden-Staat Bolivien.

## Lage
Das Municipio Caranavi liegt südwestlich des Oberlaufs des Río Beni und es grenzt im Nordwesten an die Provinz Larecaja, im Südwesten an die Provinz Murillo, im Süden an die Provinz Nor Yungas und im Osten und Nordosten an die Provinz Sud Yungas. Bis 2009 war es das einzige Municipio der Provinz Caranavi, im Jahr 2009 wurde das Municipio in das südlich liegende Municipio Caranavi und das nördlich liegende Municipio Alto Beni geteilt, die Angaben in diesem Artikel beziehen sich zum Teil noch auf das ungeteilte Municipio Caranavi vor 2009.
Das heutige Municipio erstreckt sich zwischen etwa 15° 20' und 16° 03' südlicher Breite und 67° 07' und 67° 42' westlicher Länge, es misst von Norden nach Süden 75 Kilometer, von Westen nach Osten 55 Kilometer.
Verwaltungssitz des Municipio und der Provinz ist Caranavi mit 13.569 Einwohnern (2012) im westlichen Teil des Landkreises.

## Geographie
Das Municipio Caranavi liegt am Ostrand der bolivianischen „Königskordillere“ (Cordillera Real) im Übergangsbereich zwischen dem andinen Altiplano und dem bolivianischen Tiefland. Das Klima ist ein typisches Tageszeitenklima, bei dem die mittleren Temperaturschwankungen im Tagesverlauf deutlicher ausfallen als im Jahresverlauf.
Die Jahresdurchschnittstemperatur liegt bei 25,5 °C und schwankt im Jahresverlauf nur unwesentlich zwischen 23 °C im Juni/Juli und 27 °C im November/Dezember. Der Jahresniederschlag erreicht eine Höhe von fast 1500 mm, und bis auf eine kurze Trockenzeit im Juni/Juli ist das Klima ganzjährig feucht mit Monatsniederschlägen von über 200 mm von Dezember bis Februar.

## Bevölkerung
Die Einwohnerzahl des Municipio Caranavi in den heutigen Grenzen hat zwischen 2012 und 2024 deutlich zugenommen:
| Jahr | Einwohner | Quelle       |
| ---- | --------- | ------------ |
| 1992 | 43.093    | Volkszählung |
| 2001 | 51.153    | Volkszählung |
| 2012 | 48.513    | Volkszählung |
| 2024 | 59.034    | Volkszählung |

Die Lebenserwartung der Neugeborenen in der Provinz Caranavi lag im Jahr 2001 bei 59,2 Jahren, die Säuglingssterblichkeit war von 7,1 Prozent (1992) auf 7,7 Prozent im Jahr 2001 gestiegen.
Der Alphabetisierungsgrad bei den über 15-Jährigen beträgt 90,1 Prozent, und zwar 94,2 Prozent bei Männern und 85,1 Prozent bei Frauen. (2001)
92,6 Prozent der Bevölkerung sprechen Spanisch, 57,8 Prozent sprechen Aymara, und 5,3 Prozent Quechua. (2001)
72,9 Prozent der Bevölkerung haben keinen Zugang zu Elektrizität, 40,9 Prozent leben ohne sanitäre Einrichtung. (2001)
75,8 Prozent der Haushalte besitzen ein Radio, 16,9 Prozent einen Fernseher, 19,0 Prozent ein Fahrrad, 2,0 Prozent ein Motorrad, 5,3 Prozent einen PKW, 7,2 Prozent einen Kühlschrank, 5,3 Prozent ein Telefon. (2001)

## Politik
Ergebnis der Regionalwahlen (concejales del municipio) vom 4. April 2010:
| Wahlberechtigte |  | Stimmen | gültig |  | MAS-IPSP | MSM    | MPS    | ASP    | UN    |
| --------------- |  | ------- | ------ |  | -------- | ------ | ------ | ------ | ----- |
| 23.928          |  | 20.201  | 15.412 |  | 9.822    | 1.801  | 1.782  | 1.698  | 309   |
|                 |  | 84,4 %  | 76,3 % |  | 63,7 %   | 11,7 % | 11,6 % | 11,0 % | 2,0 % |

Ergebnis der Regionalwahlen (elecciones de autoridades políticas) vom 7. März 2021:
| Wahl- berechtigte |  | Wahl- beteiligung | gültige Stimmen |  | MAS-IPSP | J.A.LLALLA.L.P. | PBCSP  | MTS    | MPS    | VENCEREMOS | ASP   |
| ----------------- |  | ----------------- | --------------- |  | -------- | --------------- | ------ | ------ | ------ | ---------- | ----- |
| 29.292            |  | 24.698            | 21.872          |  | 10.808   | 6.857           | 1.290  | 726    | 479    | 393        | 339   |
|                   |  | 84,32 %           | 88,56 %         |  | 49,41 %  | 31,35 %         | 5,90 % | 3,32 % | 2,19 % | 1,80 %     | 1,5 % |

## Gliederung
Das Municipio untergliederte sich bei der Volkszählung 2001 in die folgenden 22 Kantone (cantones):
- 02-2001-16 Cantón Alcoche - 4 Vicecantones (Unterkantone) mit 6 Gemeinden und 1.374 Einwohnern
- 02-2001-10 Cantón Alto Illimani - 11 Vicecantones mit 12 Gemeinden und 1.247 Einwohnern
- 02-2001- Cantón Belen - 5 Vicecantones mit 6 Gemeinden und 346 Einwohnern
- 02-2001-09 Cantón Calama - 7 Vicecantones mit 14 Gemeinden und 1.774 Einwohnern
- 02-2001-01 Cantón Caranavi - 15 Vicecantones mit 21 Gemeinden und 14.374 Einwohnern
- 02-2001-02 Cantón Carrasco - 8 Vicecantones mit 10 Gemeinden und 725 Einwohnern
- 02-2001-18 Cantón Carrasco La Reserva - 23 Vicecantones mit 27 Gemeinden und 3.026 Einwohnern
- 02-2001-06 Cantón Chojña - 20 Vicecantones mit 26 Gemeinden und 1.075 Einwohnern
- 02-2001-13 Cantón Choro - 8 Vicecantones mit 9 Gemeinden und 677 Einwohnern
- 02-2001-12 Cantón Eduardo Avaroa - 11 Vicecantones mit 16 Gemeinden und 3.097 Einwohnern
- 02-2001- Cantón Inicua Bajo - 3 Vicecantones mit 5 Gemeinden und 547 Einwohnern
- 02-2001-17 Cantón Incahuara de Ckullu Kuchu - 7 Vicecantones mit 7 Gemeinden und 237 Einwohnern
- 02-2001-14 Cantón Rosario Entre Ríos - 64 Vicecantones mit 95 Gemeinden und 9.863 Einwohnern
- 02-2001- Cantón San Pablo - 8 Vicecantones mit 9 Gemeinden und 1.206 Einwohnern
- 02-2001- Cantón Santa Ana de Alto Beni - 40 Vicecantones mit 51 Gemeinden und 2.925 Einwohnern
- 02-2001- Cantón Santa Ana de Caranavi - 8 Vicecantones mit 9 Gemeinden und 838 Einwohnern
- 02-2001-15 Cantón Santa Fe - 11 Vicecantones mit 11 Gemeinden und 1.053 Einwohnern
- 02-2001- Cantón Santa Rosa - 10 Vicecantones mit 15 Gemeinden und 1.045 Einwohnern
- 02-2001- Cantón Suapi de Alto Beni - 15 Vicecantones mit 16 Gemeinden und 629 Einwohnern
- 02-2001-21 Cantón Taypiplaya - 24 Vicecantones mit 39 Gemeinden und 3.164 Einwohnern
- 02-2001-20 Cantón Uyunense - 13 Vicecantones mit 16 Gemeinden und 1.281 Einwohnern
- 02-2001-22 Cantón Villa Elevacion - 8 Vicecantones mit 9 Gemeinden und 650 Einwohnern

## Ortschaften im Municipio Caranavi
- Caranavi 13.569 Einw. – Taypiplaya 1783 Einw. – Alcoche 878 Einw. – Colonia Bautista Saavedra 731 Einw. – Cruz Playa 562 Einw. – Santa Fe 344 Einw. – Choro 117 Einw. – Chojña 114 Einw. – San Pedro de Caranavi 33 Einw.